# Tales of the Walking Dead
The Walking Dead: World Beyond The Walking Dead: Dead City
Tales of the Walking Dead est une série télévisée d'horreur post-apocalyptique et d'anthologie américaine, créée par Channing Powell, basée sur les comics du même nom de Robert Kirkman, Tony Moore et Charlie Adlard, diffuséedu 14 août 2022 au 18 septembre 2022 sur AMC.
En France, elle est diffusée depuis le 15 janvier 2023 sur OCS City.
C'est la troisième série dérivée de l'univers de The Walking Dead, après Fear the Walking Dead et The Walking Dead: World Beyond et la quatrième de la franchise.

## Synopsis
Tales of the Walking Dead est une série d'anthologie épisodique basée sur des personnages nouveaux et existants de l'univers The Walking Dead.

## Distribution
- Olivia Munn (VF : Ingrid Donnadieu) : Evie (épisode 1)
- Terry Crews (VF : Gilles Morvan) : Joe (épisode 1)
- Kersti Bryan (VF : Laurence Dourlens) : Sandra (épisode 1)
- Parker Posey (VF : Claire Guyot) : Blair Crawford (épisode 2)
- Jillian Bell (VF : Karine Foviau) : Gina (épisode 2)
- Matt Medrano (VF : Mario Bastelica) : Brian (épisode 2)
- Ameer Baraka (VF : Jean-Michel Vaubien) : l'officier Sampson (épisode 2)
- Samantha Morton (VF : Nathalie Bienaimé) : Dee / Alpha (épisode 3)
- Scarlett Blum (VF : Lisa Caruso) : Lydia (épisode 3)
- Lauren Glazier (en) (VF : Christèle Billault)  : Brooke (épisode 3)
- Rachael Markarian (VF : Ève Reinquin) : Jenna (épisode 3)
- Marvin LaViolette : Todd (épisode 3)
- Eric Tiede (VF : Stanislas Forlani) : Nolan (épisode 3)
- Natalie Karp : Erika (épisode 3)
- Poppy Liu (VF : Ludivine Maffren) : Amy (épisode 4)
- Anthony Edwards (VF : William Coryn)  : Dr Chauncey Everett (épisode 4)
- Jessie Usher (VF : Diouc Koma) : Devon (épisode 5)
- Embeth Davidtz (VF : Anne Rondeleux) : Amanda (épisode 5)
- Loan Chabanol (VF : Caroline Mozzone) : Nora (épisode 5)
- Gage Munroe (en) : Arnaud (épisode 5)
- Daniella Pineda (VF : Sandra Valentin) : Idalia (épisode 6)
- Danny Ramirez : Eric (épisode 6)
- Julie Carmen : La Doña (épisode 6)
- Iris Almario (épisode 6)

 Source et légende : version française (VF) sur RS Doublage

## Production

### Développement
En septembre 2020, AMC a annoncé qu'eux-mêmes et Scott M. Gimple avaient développé une série d'anthologies épisodiques se déroulant dans l'univers de The Walking Dead. En octobre 2021, AMC a officiellement lancé une première saison de six épisodes qui débutera à la mi-2022. Channing Powell, qui a écrit à la fois pour The Walking Dead et Fear the Walking Dead, sera le showrunner.

### Attribution des rôles
En février 2022, il a été annoncé qu'Anthony Edwards, Parker Posey, Terry Crews, Poppy Liu et Jillian Bell avaient été choisis dans des rôles principaux. Daniella Pineda, Olivia Munn, Danny Ramirez, Loan Chabanol, Embeth Davidtz, Jessie T. Usher et Gage Munroe ont ensuite rejoint le casting dans des rôles non divulgués,.
En avril 2022, il a été confirmé que Samantha Morton reprendrait son rôle d'Alpha dans un épisode, et que Lauren Glazier et Matt Medrano avaient rejoint le casting.

### Tournage
Le tournage de la série a débuté en janvier 2022 à Buford en Géorgie, avec le premier épisode réalisé par Michael E. Satrazemis, qui a réalisé plusieurs épisodes de The Walking Dead et Fear the Walking Dead. En février 2022, il a été confirmé que Satrazemis dirigerait les épisodes trois des six de la première saison, les épisodes restants étant réalisés par Haifaa al-Mansour, Deborah Kampmeier et Tara Nicole Weyr.

### Fiche technique
Sauf indication contraire, les informations mentionnées dans cette section peuvent être confirmées par la base de données cinématographiques IMDb,  présente dans la section « Liens externes ».
- Titre original : Tales of the Walking Dead
- Création : Channing Powell
- Réalisation : Ron Underwood, Michael E. Satrazemis, Haifaa al-Mansour et Deborah Kampmeier
- Scénario : Maya Goldsmith, Ben Sokolowski, Kari Drake, Channing Powell, Ahmadu Garba et Lindsey Villarreal
- Musique : Morgan Kibby et Daniel Wohl
- Production : Scott M. Gimple (en) et Channing Powell
- Société de production : AMC Studios
- Société de distribution : AMC
- Pays d'origine :  États-Unis
- Langue originale : anglais
- Genre : série horreur, post-apocalyptique, série d'anthologie
- Durée : Entre 43 à 47 minutes

## Épisodes
Le 12 octobre 2021, la série a été commandée. Composée de six épisodes, elle a été diffusée du 14 août 2022 au 18 septembre 2022 sur AMC, aux États-Unis.
Sur OCS (Orange Cinéma Série) les titres des épisodes sont les noms du(des) protagoniste(s) principaux de chaque épisode respectif. Ils sont aussi identiques en version originale et française.
1. Evie + Joe
2. Blair + Gina
3. Dee
4. Amy + Dr. Everett
5. Davon
6. La Doña

## Futur
Tales of the Walking Dead devrait être suivi d'une autre série, intitulée More Tales from the Walking Dead Universe.